# Gualter VI de Brienne
Gualter VI de Brienne (ca. 1304 - 19 de setembre del 1356) fou un noble i croat francès. Fou comte de Brienne a França, comte de Conversano i Lecce al sud d'Itàlia i pretendent al Ducat d'Atenes a Grècia sota el domini franc.

## Biografia

### Joventut a Itàlia
Walter era fill del comte Gualter V de Brienne, duc d'Atenes, i Joana de Châtillon (morta el 1354), filla del comte de Porcien, conestable del rei Felip IV de França.
Com a net del comte Hug de Brienne (mort el 1296), era hereu de grans possessions arreu de la Mediterrània. Després de la mort del seu pare a la batalla del Cefís el 15 de març del 1311, Walter esdevingué comte de Brienne, Lecce, i Conversano. Tanmateix, el Ducat d'Atenes, excepte Argos i Nàuplia, havia estat conquerit per la Gran Companyia Catalana. Gualter perdé bona part de la seva vida en un intent infructuós de recuperar la seva herència familiar. Es passà la major part de la seva vida a Itàlia i França mentre deixava Argos i Nàuplia en mans de subordinats.
La ferotge lluita de la seva mare, Joana, contra els catalans durant la seva minoria d'edat no aconseguí gaire cosa més que empobrir-lo. Per consolidar la seva posició, Gualter contragué un matrimoni estratègic amb Beatriu, neboda del rei Robert I de Nàpols i filla de Felip I de Tàrent amb Tamar Angelina Comnena, el desembre del 1325. Aleshores, Florència demanà ajuda al rei Robert per defensar els interessos güelfs a Itàlia i elegí el seu fill, Carles, duc de Calàbria, com a signore de Florència per un temps de deu anys (1326-1336). La seva posició a la Casa d'Anjou-Sicília, gairebé equiparable a la d'un príncep, no trigà gaire a obrir-li la porta d'esdevenir vicari de Carles de Calàbria, càrrec que només ocupà durant uns mesos el 1325.

### Croada anticatalana del 1331-1332
A partir del 1321, Gualter anuncià als quatre vents la seva intenció de sortir en campanya a Grècia i recuperar el Ducat d'Atenes, però la falta de diners i les seves obligacions envers el rei de Nàpols el retingueren a Itàlia. El 1328, fins i tot signà una breu treva amb els catalans. Així doncs, no feu un esforç seriós fins al 1330. El juny del 1330, el papa Joan XXII promulgà una butlla de croada per a Walter i manà als prelats d'Itàlia i Grècia que prediquessin una croada contra els catalans. Poc després, el rei Robert I de Nàpols també mostrà el seu suport per la croada i permeté que els seus feudataris s'hi unissin. Els venecians, per altra banda, renovaren el seu tractat amb els catalans l'abril del 1331. Gualter salpà de Bríndisi a l'agost. El seu primer objectiu fou el Comtat Palatí de Cefalònia i Zacint i el Despotat de l'Epir, a qui obligà a reconèixer el rei Robert com a senyor. Així mateix, conquerí l'illa de Lèucada i el castell de Vónitsa, a terra ferma, per a si mateix. Des d'allí envaí el Ducat d'Atenes a través del nord de Beòcia, però els catalans evitaren plantar-li cara en una batalla i es retiraren darrere dels murs de Tebes i Atenes. Gualter no tenia ni prou soldats per assaltar els catalans ni prou diners per dur a terme una llarga guerra de setges i desgast. Tampoc no obtingué el suport de la població nadiua grega. A l'estiu del 1332 ja era obvi que l'expedició havia fracassat. Gualter tornà a Bríndisi amb un deute encara més asfixiant.
En un primer moment, Gualter recorregué a un seguit de castellans per governar els seus nous dominis grecs de Lèucada i Vónitsa. El 1343, nomenà el venecià Gracià Zorzi, que havia ajudat a finançar la seva expedició del 1331 i fins i tot n'havia format part, governador de Lèucada. Zorzi feu bona feina i l'octubre del 1355 Gualter li concedí Lèucada i Vónitsa com a feus.

### Governant de Florència
Així mateix, es mantingué ocupat amb les seves terres franceses. El 1339 fou lloctinent del rei a Thiérache. La seva muller perí el 1340. Gualter tornà a Itàlia el 1342, quan la classe governant florentina, composta de mercaders rics, li demanaren que governés la ciutat. Des del 1339, Florència estava sumida en una profunda crisi econòmica provocada pels enormes deutes anglesos als bancs florentins i pel deute públic estratosfèric que havia contret intentant arrabassar la ciutat propera de Lucca al seu senyor, Mastí della Scala de Verona. La noblesa florentina cercà l'ajut de potències estrangeres per arreglar la situació econòmica catastròfica de la ciutat i trobà un aliat en Gualter de Brienne. Tot i que la classe governant preveia que Gualter fos un governant temporal, però les classes baixes, fartes de la incompetència dels seus predecessors, el proclamaren inesperadament signore vitalici.

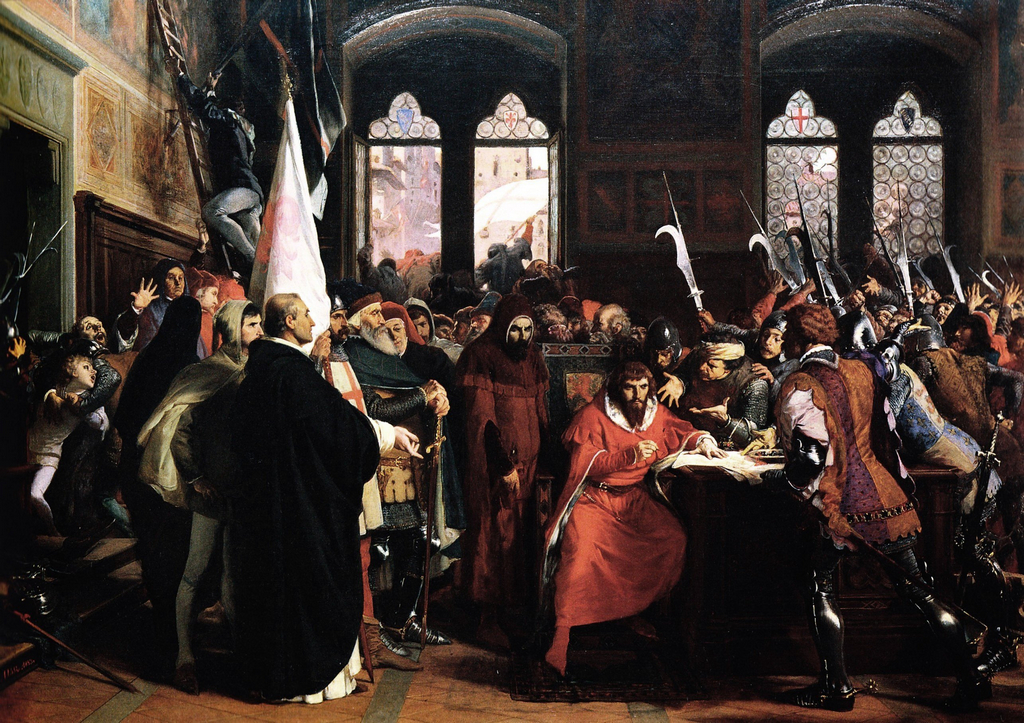
El foragitament del duc d'Atenes de Florència, de Stefano Ussi

Gualter VI acabà sent un tirà que ignorava o fins i tot contradeia els interessos de la mateixa classe mercantil que li havia donat el poder. El «duc d'Atenes» imposà mesures draconianes als florentins, com ara l'estimo, un impost lineal, i les prestanze, moratòries en el reemborsament de préstecs dels ciutadans més rics. Tot i que els florentins estaven enfurismats per aquestes mesures, serviren per contenir la crisi fiscal que durava des de feia anys. Un complot posà fi a la signoria de Gualter de Brienne després de només deu mesos. Gualter VI no només es veié obligat a dimitir, sinó que amb prou feines aconseguí salvar la pell.

### Últims anys i mort
El 1344 es casà amb Joana, filla de Raül I de Brienne, comte d'Eu. Tingueren dues filles, Joana i Margarida; ambdues moriren joves. Com que no tenia fills vius, era obvi que les seves possessions i pretensions passarien als fills de la seva germana. El 1356 fou nomenat conestable de França, càrrec en el qual morí el 19 de setembre del 1356 a la batalla de Poitiers. Li succeïren la seva germana, Elisabet, i els seus fills. En el repartiment de la seva herència, Siger d'Enghien rebé el títol de duc d'Atenes i comte de Brienne. Jean obtingué el comtat de Lecce, Louis esdevingué comte de Conversano i Guiu rebé la senyoria d'Argos i Nàuplia.

## Llegat cultural

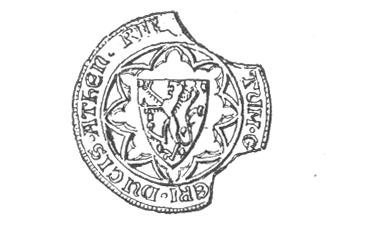
Segell de Gualter amb el seu títol de «duc d'Atenes»

El «duc d'Atenes» que surt en el setè conte del segon dia del Decameró com un dels nou amants de la filla del soldà de Babilònia, no té base històrica, però és probablement una referència satírica a Gualter VI —la seva dictadura breu però inoblidable a Florència es produí menys de deu anys abans de la confecció del Decameró.